# Красный Посёлок (Мордовия)
Кра́сный Посёлок (э. Красной Посёлка) — посёлок в Чамзинском районе Мордовии. Входит в состав Мичуринского сельского поселения.

## География
Расположен в 29 км от районного центра и 22 км от железнодорожной станции Атьма. Образован в конце 1920-х гг. переселенцами из с. Лобаски и Камаево Ичалковского района.

## Название
Название-символ: определение «красный» указывает на то, что посёлок основан в советское время.

## История
По «Списку населённых пунктов Средне-Волжского края» (1931), в Красном Посёлке насчитывалось 36 дворов.
В 1930-е гг. был создан колхоз, с 1950-х гг. — «Заря», в 1992 г. был реорганизован в К(Ф)Х, часть пайщиков позднее вошла в состав коллектива птицефабрики «Комсомольская».

## Население
| 2001 | 2002 | 2010 |
| ---- | ---- | ---- |
| 242  | ↘212 | ↘197 |

Население 242 чел. (2001).

## Инфраструктура
Средняя школа, клуб, отделение связи, медпункт, магазин.

## Люди, связанные с посёлком
Уроженка Красного Посёлка — К. Д. Волгаева, депутат ВС СССР (1938).

## Источник
- Энциклопедия Мордовия, А. И. Сырескин.